# Isla Sacalin
La isla Sacalin (en rumano: Insula Sacalin) es una isla recién formada en el mar Negro, al lado de la costa rumana, en el brazo San Jorge (Sfântu Gheorghe) del delta del Danubio. Inicialmente Sacalin estaba formada por dos islas más pequeñas, Sacalinu Mare (Gran Sacalin) y Sacalinu Mic (Pequeño Sacalin). Con el tiempo, sin embargo, las dos se fusionaron en una masa de tierra continua de 21.410 hectáreas. El gobierno rumano ha declarado el área como una reserva ecológica y no se permite el asentamiento de habitantes en la isla. Su territorio posee una gran variedad de aves, mamíferos y reptiles, solo en aves se contabilizan 229 especies.